# Cồn Long Đức
Cồn Long Đức là một cù lao nhỏ trên sông Tiền. Toàn bộ cồn trước đây về mặt hành chính thuộc về ấp Bình Chánh Đông, thuộc xã Tam Bình, huyện Cai Lậy, tỉnh Tiền Giang. Hiện nay là một phần thuộc xã Ngũ Hiệp, tỉnh Đồng Tháp. Cồn nằm về hướng đông bắc của cù lao Ngũ Hiệp, nằm gọn trong sông Năm Thôn, nhánh rẽ của sông Tiền. Cồn có diện tích khoảng 42 ha (0,42 km²).